# Marie-Étienne Peltier
 (janvier 2024).
La mise en forme du texte ne suit pas les recommandations de Wikipédia : il faut le « wikifier ».
Les points d'amélioration suivants sont les cas les plus fréquents :
- Les titres sont pré-formatés par le logiciel. Ils ne sont ni en capitales, ni en gras.
- Le texte ne doit pas être écrit en capitales (les noms de famille non plus), ni en gras, ni en italique, ni en « petit »…
- Le gras n'est utilisé que pour surligner le titre de l'article dans l'introduction, une seule fois.
- L'italique est rarement utilisé : mots en langue étrangère, titres d'œuvres, noms de bateaux, etc.
- Les citations ne sont pas en italique mais en corps de texte normal. Elles sont entourées par des guillemets français : « et ».
- Les listes à puces sont à éviter, des paragraphes rédigés étant largement préférés. Les tableaux sont à réserver à la présentation de données structurées (résultats, etc.).
- Les appels de note de bas de page (petits chiffres en exposant, introduits par l'outil «  Source ») sont à placer entre la fin de phrase et le point final[comme ça].
- Les liens internes (vers d'autres articles de Wikipédia) sont à choisir avec parcimonie. Créez des liens vers des articles approfondissant le sujet. Les termes génériques sans rapport avec le sujet sont à éviter, ainsi que les répétitions de liens vers un même terme.
- Les liens externes sont à placer uniquement dans une section « Liens externes », à la fin de l'article. Ces liens sont à choisir avec parcimonie suivant les règles définies. Si un lien sert de source à l'article, son insertion dans le texte est à faire par les notes de bas de page.
- La présentation des références doit suivre les conventions bibliographiques. Il est recommandé d'utiliser les modèles {{Ouvrage}}, {{Chapitre}}, {{Article}}, {{Lien web}} et/ou {{Bibliographie}}. Le mode d'édition visuel peut mettre en forme automatiquement les références.
- Insérer une infobox (cadre d'informations à droite) n'est pas obligatoire pour parachever la mise en page.

Pour une aide détaillée, merci de consulter Aide:Wikification.
Si vous pensez que ces points ont été résolus, vous pouvez retirer ce bandeau et améliorer la mise en forme d'un autre article.
 (octobre 2023).
Pour les articles homonymes, voir Peltier.
Marie-Étienne Peltier, née le 6 janvier 1762 à Gonnord et mort le 27 novembre 1807 à Foulpointe (Madagascar), est un officier de marine et corsaire français.
Capitaine au long cours, il participe au dernier voyage des Acadiens vers la Nouvelle-Orléans. Devenu corsaire, il est involontairement une des causes de la Quasi-guerre entre la France et les États-Unis en Guyane. Après 29 prises, il finit sa vie dans l'océan Indien comme traitant.

## Biographie

### Origines et jeunesse
Fils de Jean Peltier Dudoyer, armateur négrier nantais, partenaire de Beaumarchais en affaires, Marie-Étienne Peltier fait ses études chez les Oratoriens. 
Il a 16 ans quand, le 29 mai 1778, son père l'envoie comme passager dans la colonie de Saint-Domingue. Le 3 octobre 1778, lors de son retour à bord du Judicieux, après que la France ait reconnu l’Indépendance des États-Unis, lui et d'autres sont capturés par les Anglais au large de Belle-Ile.

### Marin de commerce
Libéré rapidement, en 1779, il rejoint à Rochefort Jean-Joseph Carrier de Montieu pour préparer le départ de nouveaux navires pour la Martinique puis New York, sous la protection de l'escadre d'Estaing. Le 23 mai 1779, il s'embarque comme pilotin sur un de ces navires: la Thérèse.
Marie-Étienne Peltier embarque en 1780 à Bordeaux, comme enseigne, sur le Comte de Crenay, pour Saint-Domingue.
En 1781, il embarque sur la Jeune Héloïse, armé par son père pour transporter la Légion du Luxembourg, à la demande de la Compagnie néerlandaise des Indes orientales (VOC), afin de soutenir les Hollandais au Cap de Bonne-Espérance. L'Appolon sous les ordres de Nicolas Baudin fait partie du voyage. Mais à Brest, le Comte d'Hector ayant décidé de confier le commandement de l'Appolon à un officier d'expérience, les deux hommes abandonnent le voyage.
En 1782, Marie-Étienne est second capitaine, mais c'est comme premier lieutenant qu'il embarque à Bordeaux sur la flûte du Roi la Ménagère, prêtée à Beaumarchais en compensation des dégâts du Fier Rodrigue. La flûte est commandée par Jérôme de Foligné qui a la responsabilité de deux autres navires l'Alexandre et l'Aimable Eugénie, commandé par Nicolas Baudin. À la sortie de l'estuaire de la Gironde, ils sont attaqués par le Mediator. Après 4 heures de combat, la Ménagère et l'Alexandre sont capturés par les Anglais. Acheminés vers Plymouth, les équipages sont emprisonnés à Tavistock.
En 1783, Foligné et Marie-Étienne sont libérés en février, avant la signature du traité de paix reconnaissant l'indépendance américaine. Le 14 décembre, Marie-Étienne embarque, comme second capitaine, sur le Saint-Remy, pour un voyage de 7 mois, sans histoire, à destination de Saint-Domingue.

### Séjour en Louisiane
En 1785, il est second capitaine sur le Bon Papa, armé par son père Jean Peltier Dudoyer. Sept navires, allant à Saint-Marc (Saint-Domingue) en passant par la Louisiane (alors colonie espagnole), vont y emmener des Acadiens de Nantes à la demande du roi Charles III d'Espagne. Commandé par Gabriel Benoist, le Bon Papa est le premier bateau à quitter Paimboeuf, le 10 mai 1785. Il arrive à la Nouvelle-Orléans le 29 juillet. Les navires, dont le Saint-Remy armé également par Jean Peltier Dudoyer, ont transporté environ 1 600 passagers. Marie-Étienne a les pouvoirs de son père pour vendre le Bon Papa et ramener les piastres afin de financer la banque que celui-ci vient de créer à Paris pour son fils aîné, Jean-Gabriel. 
La vente s'effectue le 19 août en l'étude de Me Perdomo. Dix jours plus tard, au lieu de rentrer en France sur le Saint Rémy, Marie-Étienne achète à Joseph Xavier Delfau de Pontalba une « habitation », puis des esclaves. Un mois plus tard, il revend tout et disparaît pour neuf ans.

### Corsaire

#### Aux Amériques

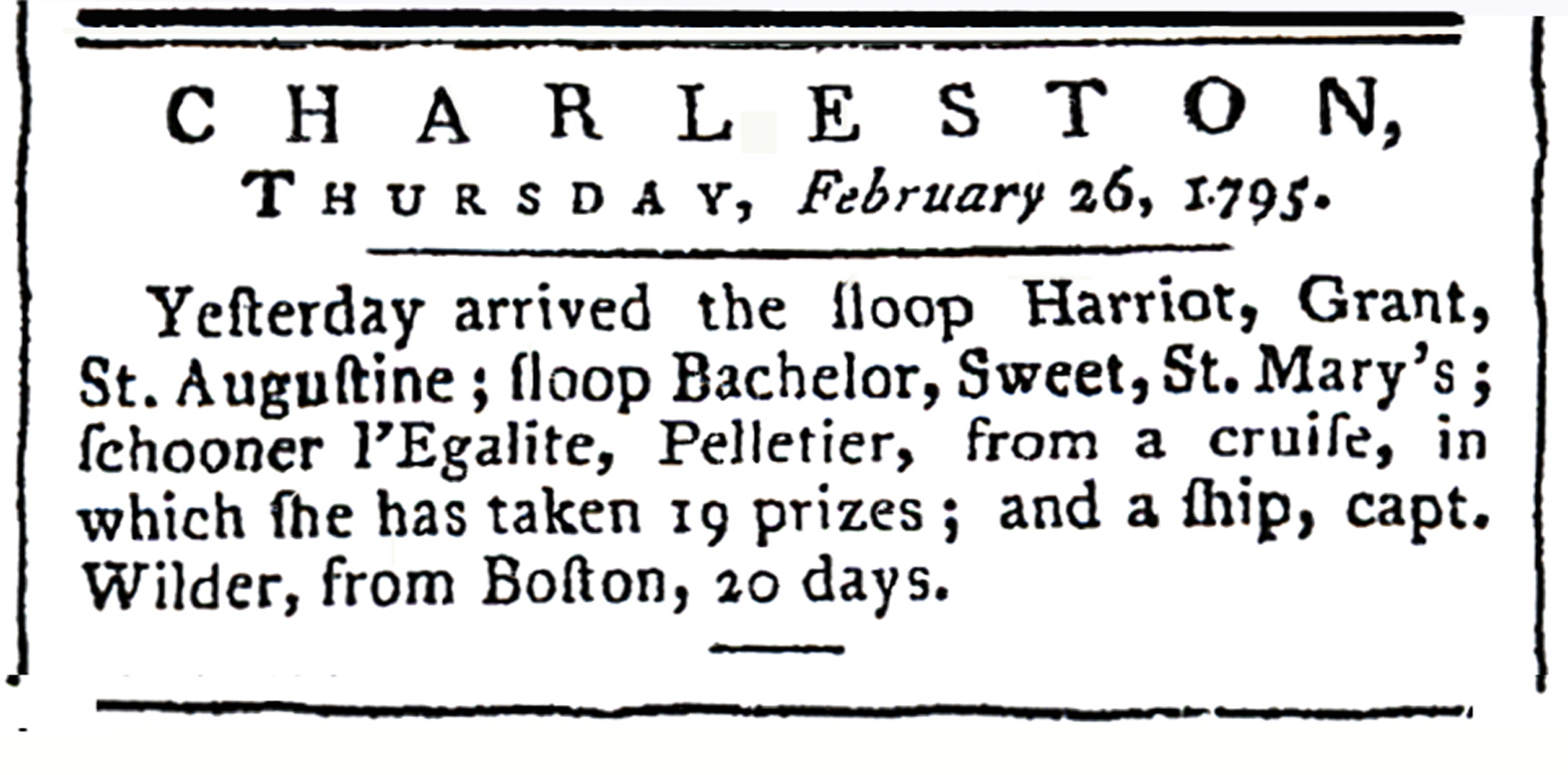
City Gazette de Charleston, 26 février 1794.

C'est en 1794 que l'on trouve le nom de Marie-Étienne Peltier, capitaine de l'Égalité, un navire corsaire, basé à Charleston (Caroline du Sud), avec une lettre de marque du général Lavaux en fonction à Saint-Domingue. Il capture 19 navires dont l'Everton, mais cette prise est contestée, heureusement il a un contrat avec l'armateur Abraham Sasportas.
Charleston était resté favorable aux Français et de nombreux corsaires y résidaient. Mais en 1795,  les excès révolutionnaires de Mangourit et la volonté des Américains de rester neutres dans le conflit Franco-Anglais rendent la vente des prises impossibles, Marie-Étienne décide alors de rejoindre Saint-Domingue.
Le 9 mars 1796, il est capturé par les Anglais aux Antilles, il est alors second capitaine sur le corsaire Lacédémonien, armé aux Cayes-Saint-Louis. Il est détenu pendant environ 3 mois et réside à Londres, chose exceptionnelle, sans doute due à son frère Jean-Gabriel Peltier, employé alors au Foreign office (affaires étrangères). Marie-Étienne quitte l'Angleterre par Douvres le 18 août 1796.
Louis Michaud, qui deviendra plus tard maire de Calais, chez qui il réside à son retour en France, propose à Marie-Étienne Peltier le commandement du navire corsaire l'Aventure, appartenant à Alexis Dauchy. Le 19 décembre 1796, dix-huit jours après leur départ, ils sont capturés au large de Cherbourg par les Anglais et conduits au  château de Porchester. Libéré 7 mois plus tard, il rejoint Nantes.

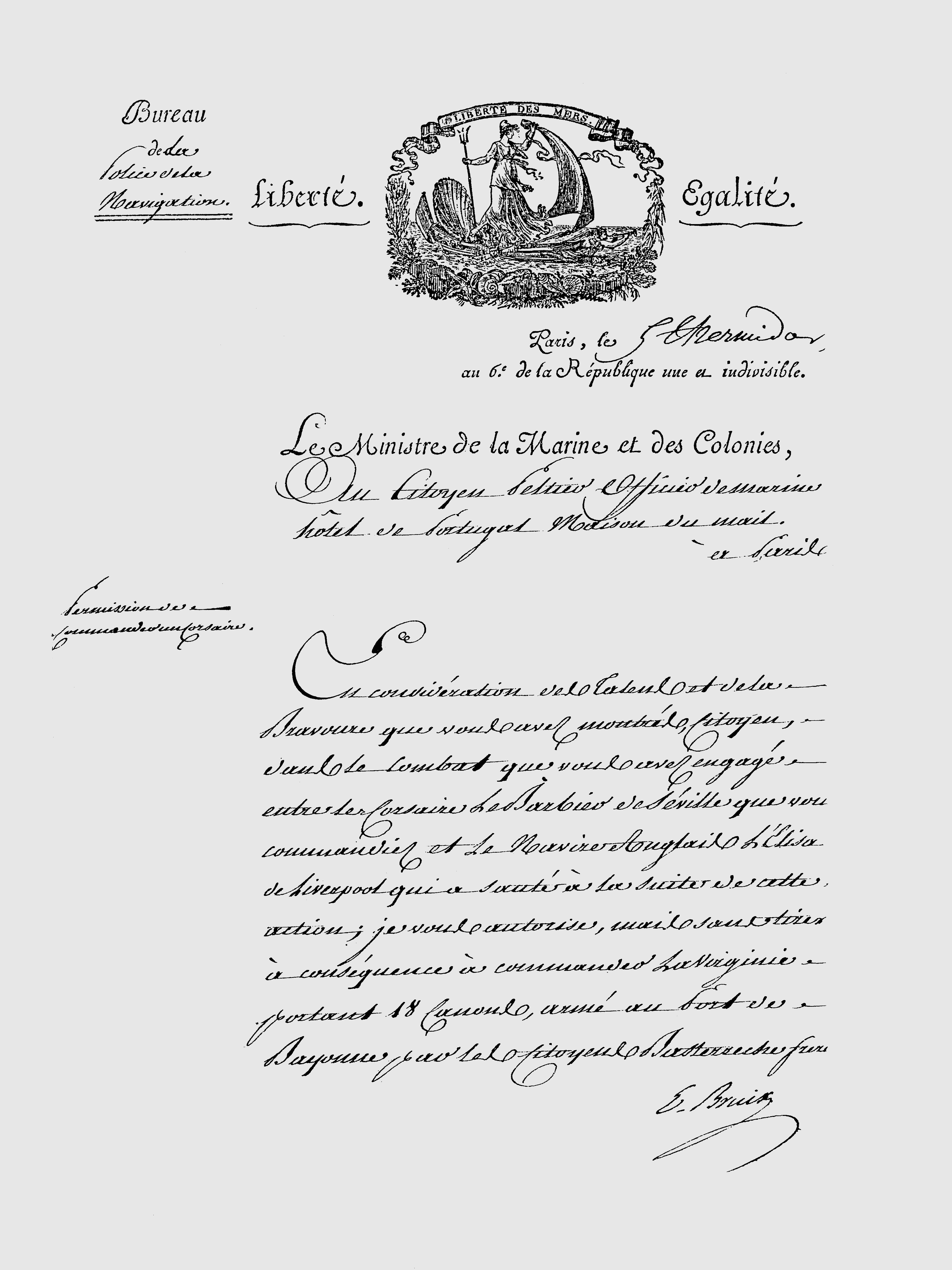
Lettre de l'amiral Bruix à Marie-Étienne Peltier, Paris, le 5 thermidor an VI.

Dans le port de Nantes, un navire corsaire attend à quai sans capitaine : le Barbier de Séville. Marie-Étienne embarque et part, en novembre 1797, pour une croisière de deux mois en Atlantique Sud : Guyane, Surinam et Venezuela. Au retour, il passe par Santander pour la vente d'une prise, puis désarme à Bayonne le 13 mai 1798, après plus de 5 mois de mer. Quatre prises ont été faites, ce qui lui vaut l'inimitié des Anglais. Ceux-ci « espèrent annoncer sous peu de jour sa prise, la vigilance de leur marine étant très active... ».
Parti à Paris retrouver Nicolas Baudin, il reçoit une lettre de l'amiral Bruix le félicitant de ses prises et l'autorisant à commander le corsaire la Virginie. Il commandera finalement le Hussard, armé par Jean-Pierre Basterrèche. Parti de Bayonne le 2 décembre 1798, il croise un bateau américain, la Carolina, muni d'une commission en guerre. Marie-Étienne Peltier est surpris d'être attaqué, car il ignore les relations tendues avec les États-Unis. Au bout de trois-quarts d'heure, l'américain se rend. La prise est vendue aux Canaries et l'équipage débarqué sur place. Arrivé à Cayenne, Marie-Étienne Peltier se plaint auprès du gouverneur Burnel. L'incident de la Carolina s'ajoutant à la prise du navire français l'Insurgent par les Américains, Burnel décide le 9 floréal de l'an VII (28 avril 1799) un arrêté ordonnant à tous les bâtiments français d'arraisonner les navires américains et de les conduire à Cayenne comme prise de guerre, c'est la « quasi-guerre ». Les relations avec la Guyane hollandaise sont tendues, Burnel envoie Malenfant pour mettre les choses au point, mais les incidents se poursuivent.

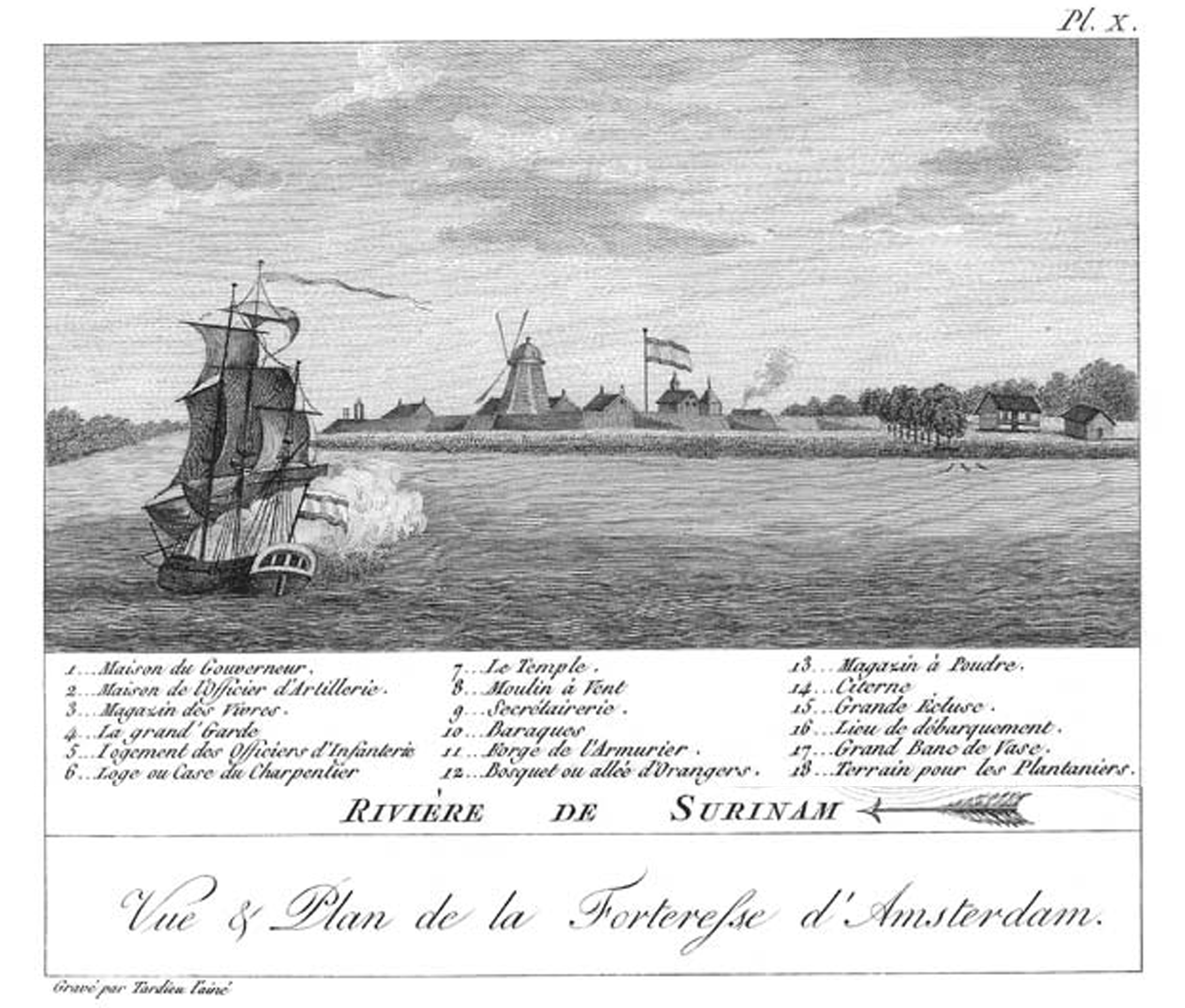
Entrée du port de Paramaribo, en Guyane néerlandaise.

Marie-Étienne Peltier fait encore 4 captures, parmi lesquelles le Phéton, bateau portugais qu'il revend à Cayenne, et un navire américain, qu'il emmène à Paramaribo où il espère mieux les vendre. Il y arrive le 1er juin 1799. Le 18 juillet, la frégate américaine Portmouth, capitaine D. McNeill, se trouve à l'entrée du port : ancien corsaire lui-même, il est bien décidé à venger la Carolina. Mais le 12 août, c'est une flotte anglaise, commandée par le commodore lord Seymour, qui encercle le port et demande la reddition du gouverneur. Le corps expéditionnaire du général Trigge (en) débarque et, le 27, les Anglais prennent possession du Hussard. Marie-Étienne Peltier réussit à s'échapper et débarque du Grand Dalembert à Lorient le 8 janvier 1800.
Il a 38 ans quand il se décide à se marier, à Paris, avec une créole blanche de Saint-Domingue, Anne Françoise Marie Rivière de La Souchère.
Marie-Étienne Peltier profite de la Paix d'Amiens pour s'embarquer au Havre afin d'aider son beau-père à récupérer ses biens à Saint-Domingue, menacés par les révoltes d'esclaves. La perte des documents, et le décès de celui-ci de la fièvre jaune en 1802, mettent fin à son séjour. Peltier  rejoint les États-Unis fin octobre 1802. Revenu avec l'Experiment, il obtient de Donatien de Rochambeau une lettre de marque le 19 août 1803. Il suit le retrait français vers la partie espagnole d'Hispaniola après l'échec de l'expédition Leclerc, mais rentre finalement en France en 1804.

#### Disgrâce en 1804
En décembre 1804, Marie-Étienne Peltier obtient un passeport pour rejoindre Saint-Malo et s'embarquer comme second lieutenant sur le Napoléon, armé par Robert Surcouf et Louis Blaize. Il veut rejoindre l'Océan Indien, mais au cours du voyage, ayant refusé d'obéir aux ordres du capitaine Malo Jean Le Nouvel, il n'a plus le droit d'être à la tête d'un équipage à partir du 1er avril 1805. Débarqué au Cap, Marie-Étienne veut obtenir sa réhabilitation du sous-commissaire de France. N'ayant pu y parvenir, il rejoint rapidement l'Île Bourbon, puis s'embarque avec le capitaine Tombe sur un lougre pour passer à travers le blocus anglais de l'Isle de France, où il débarque le 23 juin 1805. Il entreprend une démarche sans résultat auprès du préfet Louis Léger : dorénavant il ne sera plus que « passager ». C'est ainsi qu'on le retrouve faisant du commerce entre l'Isle de France, l'Ile Bourbon et Madagascar, où il débarque le 26 novembre 1805 à Fort-Dauphin, à la recherche de bois.
En 1806, il décide de se rendre à Tranquebar (Indes danoises) rejoindre son cousin Augustin Baudin. Mais les Anglais supportent mal ce port neutre. Avant qu'ils ne l'envahissent, Marie-Étienne Peltier rejoint l'Isle de France où il débarque le 15 novembre 1806.
C'est vers Madagascar qu'il se dirige à nouveau. Il s'installe comme traitant à Foulpointe, activité commerciale de vente de riz, de bœufs et d'esclaves pour les Mascareignes. Le capitaine-général Decaen, cherchant à réorganiser la présence et l'activité des traitants à Madagascar, y envoie le 7 juillet 1807 Sylvain Roux. Les deux hommes vont s'opposer. Marie-Étienne Peltier conteste avec d'autres traitants les arrêtés de Decaen et signe des pétitions.
Le 27 novembre 1807, Marie-Étienne Peltier meurt à Foulpointe, empoisonné par des Malgaches. Il est volé et ruiné.

### Travaux universitaires
- Le consulat français de Charleston (1793-1835), Mémoire de Gérald Sim, Université de Nantes, directeur de recherche Jean-Pierre Bois. 1998-1999.
- Les corsaires basques sous la Révolution et l'Empire, Mémoire de maîtrise de Sylvie San Quirce, Paris IV Sorbonne, sous la direction de Jean Tulard. Paris,1982.
- Traite des esclaves et commerce néerlandais et français à Madagascar (XVIIe -XVIIIe siècles), thèse de Rafaël Thiebaut, sous la direction de Bertrand Hirsch et d'Ulbe Bosma, Sorbonne Paris 1 et Vrije Universiteit Amsterdam, 2017.